# Ottmar Walter
Pour les articles homonymes, voir Walter.
Ottmar Walter, né le 6 mars 1924 et mort le 16 juin 2013, est un footballeur allemand. Il est le frère de Fritz Walter avec lequel il a joué pour le FC Kaiserslautern et l'équipe d'Allemagne.

## Biographie
Il inscrit 4 buts lors du mondial 1954.

## Carrière
- 1941-1942 : FC Kaiserslautern  Reich allemand
- 1943 : FC Kaiserslautern  Reich allemand
- 1943-1944 : FC Kaiserslautern  Reich allemand
- 1946-1959 : FC Kaiserslautern  Allemagne de l'Ouest

## Palmarès
- 21 sélections et 10 buts avec l'équipe d'Allemagne entre 1950 et 1956[3]
- Vainqueur de la Coupe du monde en 1954 avec l'Allemagne
- Champion d'Allemagne en 1951 et 1953 avec le FC Kaiserslautern